# Cartas a Lucilio
Las Cartas a Lucilio o Epístolas morales a Lucilio (Epistulae Morales ad Lucilium) son un conjunto de 124 cartas escritas por Lucio Anneo Séneca durante los tres últimos años de su vida, durante su retiro, tras haber trabajado para el emperador Nerón por más de diez años. Las cartas están dirigidas a Lucilio, por entonces procurador romano de Sicilia, de quien se tiene constancia únicamente por los escritos de Séneca. Independientemente de la forma en la que ambos puedan haber mantenido una correspondencia, es evidente por los contenidos de las epístolas que Séneca las redactó pensando en un público más amplio. 
Las epístolas a menudo comienzan con una observación sobre la vida cotidiana o responden a una carta anterior, antes de deducir de esto un problema o un principio; el resultado es un manual de meditaciones filosóficas. Las epístolas se centran en varios temas tradicionales dentro de la filosofía estoica, tales como la indiferencia ante la muerte, la valentía del sabio y la virtud como el bien supremo.

## Sobre Lucilio

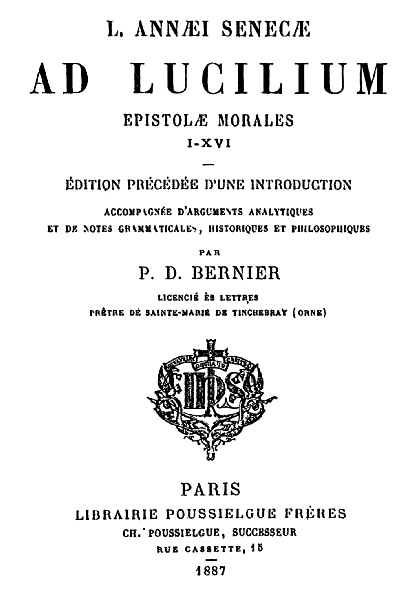
Portada de una edición francesa de Epistolae Morales ad Lucilium del año 1887.

Del receptor de estas cartas, Lucilio, la tradición medieval y renacentista afirmaba que fue un procurador romano en la provincia de Cilicia (otros lo sitúaban en Sicilia en torno al año 60 d. C.) y oriundo de Pompeya, en la Campania. Sin embargo, actualmente esto parece refutado: dicha tradición al parecer confundió a Lucilio con un tal Lucio otrora procurador en Sicilia y amigo de Plinio el Viejo, quien, como este, murió en la erupción del Vesubio que sepultó Pompeya; toda esta confusión se debió, según parece, a que durante el Medioevo la Historia Natural de Plinio el Viejo le fue a veces atribuida a Séneca, y se asoció a este con aquel. 
En la actualidad, la existencia histórica de Lucilio incluso se ha puesto en duda. Aparte de la ausencia absoluta de cualquier otra fuente histórica que lo mencione (ni tan siquiera aparece en ninguna otra correspondencia de Séneca o de gente de su entorno como Lucano), se ha hecho ver cuán vaga es la caracterización de Lucilio en las Cartas, en las que no ejerce ningún papel activo, más allá de ser a él a quien supuestamente van dirigidas; todas ellas comienzan con un saludo al mismo, y rápidamente abordan las más diversas cuestiones filosóficas, pretendiendo ser la respuesta a problemas y consultas planteadas por Lucilio, si bien la forma de la respuesta a estas, que va al grano directamente sin comentar para nada los detalles de la consulta realizada, el hecho de que Séneca no es nada concreto en sus respuestas (que adquieren más la dimensión de una reflexión o ensayo que de la respuesta a alguna consulta), y la unidad estilística y temática de las mismas (por ejemplo, las primeras 50 cartas terminan todas con una cita de Epicuro, siendo una de las principales fuentes por que se conocen los escritos de dicho filósofo), hacen pensar que, cuanto menos, las Cartas fueron corregidas y retocadas para su publicación. Esto fue una práctica común en su tiempo; así por ejemplo, se sabe que Cicerón y Plinio el Joven recopilaron sus cartas y, tras suprimir los pasajes más personales y darles cierta coherencia estilística, las publicaron. Sin embargo, a diferencia de Séneca, las cartas de Cicerón y de Plinio iban dirigidas a personajes bien conocidos (Ático, Bruto, César, Tácito, Agrícola,...), mientras que las Cartas de Séneca son de gran profundidad (mucho mayor que las de los anteriores) y están mucho más agrupadas temáticamente sin que se sepa nada de su destinatario. Además, aunque las Cuestiones Naturales de Séneca están dedicadas a un tal Lucilio, no está claro si es el mismo que el destinatario de las Cartas, y, desde luego, no aportan más datos con respecto a este. Sea como sea, lo único cierto es que se ignora si Lucilio realmente existió, y de haber existido, quién fue.

## Las cartas
Las Cartas fueron probablemente escritas en los últimos tres años de la vida de Séneca. Se acepta generalmente que las cartas están dispuestas en el orden en el que fueron escritas. En la carta 8 Séneca menciona su retirada de la vida pública, evento que ocurrió, de acuerdo con los Anales de Tácito, aproximadamente por la primavera del año 62. La carta 18 fue escrita en diciembre de ese mismo año, en los días previos a las Saturnales. La carta 23 habla de una primavera particularmente fría, probablemente la del año 63. La carta 67 nombra también al fin de una primavera fría y, teniendo en cuenta las cuarenta y tres cartas entre estas dos, se cree que esta última fue escrita el año siguiente. La carta 91 hace referencia al gran incendio de Lugdunum (hoy Lyon), que tuvo lugar a fines del verano del año 64. La carta 122 hace referencia a la reducción de luz diurna durante el otoño.
Otras cronologías son posibles, especialmente si las cartas 23 y 67 hacen referencia a la misma primavera: esto podría reducir el espacio de tiempo a tan solo un año.
Las 124 cartas están ordenadas en veinte volúmenes manuscritos, pero la colección no está completa. Aulo Gelio cita en sus Noches áticas a mediados del segundo siglo un fragmento del "libro vigésimo segundo", a partir de lo cual puede deducirse que faltan algunas cartas. No obstante, teniendo en cuenta que el fuego de Lugdunum mencionado en la carta 91 aconteció menos de un año antes de la muerte de Séneca en la primavera de 65, se estima que el número de cartas perdidas no es grande. Algunas traducciones al español incluyen al final de las Cartas las citas de Aulo Gelio sobre el manuscrito desaparecido.
En su conjunto, las Cartas constituyen el trabajo más largo de Séneca. Aunque están dirigidas a Lucilio, todas son cartas abiertas, y fueron claramente escritas con un cuerpo de lectores más amplio en mente. El género epistolar ya estaba bien asentado durante los tiempos de Séneca: este menciona recurrentemente las Epístolas de Cicerón y a las cartas de Epicuro, y probablemente estuviera familiarizado con las Epístolas de Platón y con la obra homónima de Horacio. No obstante, a pesar de la cuidadosa elaboración literaria, no hay razón obvia para dudar que hayan sido cartas reales.
Séneca a menudo dice estar respondiendo cartas anteriores de Lucilio, aunque es improbable que el intercambio entre ambos haya sido estricto. Incluso si ambos hubieran contado con acceso al servicio de correo imperial, una carta desde el Lacio hasta Sicilia tardaría entre cuatro y ocho días en llegar. En muchos casos Séneca probablemente haya escrito sus cartas a medida que hallase nuevos temas. En promedio, las cartas tienden a ser más largas con el tiempo, y las cartas más tardías se van enfocando progresivamente en preguntas cada vez más teóricas. Sin embargo, incluso entre las últimas cartas, Séneca continúa incluyendo cartas breves.

## Aspectos formales
Las Cartas a Lucilio son uno de los mejores recipientes en los que Séneca aborda su a veces ecléctica filosofía. A lo largo de las 124 cartas, va a abordar un amplio abanico de temas, siendo el hilo conductor de todos ellos los amigos que Séneca ofrece, a instancias de Lucilio, sobre cómo convertirse en un mejor estoico: en todas ellas se tratará de aunar las sublimidades del pensamiento humano para poder alcanzar la virtud, bien supremo de los estoicos. A su vez, expondrá, a lo largo de las mismas, los principales fundamentos del estoicismo, tales como su teogonía, ciertos aspectos del atomismo estoico, la creencia en un único dios por encima de todos los demás (que se fundirán en uno al terminarse el universo),...Los rasgos más significativos del pensamiento de Séneca son el destacar la voluntad como facultad bien diferenciada del entendimiento, la insistencia en el carácter pecador del hombre, y su oposición a la esclavitud y su afirmación de la plena igualdad de todos los hombres.
Para ello, se vale de la técnica del ensayo, del que es considerado pionero. Así, en cada carta tomará un tema (generalmente motivado por alguna pregunta surgida supuestamente de Lucilio), y lo desarrollará de acuerdo con su filosofía, concluyendo las cartas habitualmente con alguna cita de algún filósofo, que explicará desde el punto de vista estoico a modo de corolario (son famosas su reinterpretaciones de las citas de Epicuro, al que jocosamente llama nuestro enemigo). La temática de las cartas es muy variada, abordando temas que van "Del Ruido", "Hablar Bien" (valorando la parquedad estoica frente a los excesos de la oratoria de su tiempo), "el Asma" (enfermedad que Séneca padecía y por la que se sentía morir) hasta "Como tratar a los esclavos propios" (a los que reconoce como a iguales, miembros de nuestra familia con los que propone labrar amistad, pero sin mencionar explícitamente la necesidad de acabar con la propia esclavitud), "El arte de llegar a ser rico" (sólo los que abrazan la filosofía pueden llegar a ser ricos de espíritu) y "La influencia de las masas" (de las que insiste en que hay que huir),... Así, aparte de constituir una excelente muestra de la ecléctica filosofía de Séneca, proporcionan valiosa información sobre la vida cotidiana en la antigua Roma, y, al citar a muchos filósofos y poetas cuyas obras se han perdido, constituyen una valiosa fuente de información sobre estos. 
La vigencia de mucho de lo expuesto sigue sorprendiendo al lector moderno, y se han llegado a comparar a un moderno libro de autoayuda, en el sentido de que Séneca trata de enseñarnos a ser felices, y a aprender a vivir (...el filósofo es el único que sabe lo fundamental, cómo vivir...). Su estilo es sencillo, pero carente de la parquedad y de las asperezas propias de otros estoicos como Marco Aurelio, y muy pulcro, evitando casi siempre incurrir en digresiones, y exponiendo sus ideas de manera ordenada, clara, y precisa.

## Traducciones al español
La inmensa popularidad de las Cartas ha motivado la redacción de numerosas traducciones a una gran cantidad de idiomas desde el Renacimiento, tanto de modo independiente como dentro de las obras completas de Séneca. Esto incluye los siguientes títulos en castellano: 
- Francisco Navarro y Calvo (1884). Epístolas morales. Madrid: Luis Navarro
- J. M. Gallegos Rocafull (1951-1953). Cartas morales. Dos volúmenes. México: FCE
- Lorenzo Riber (1957). Obras completas. Madrid: Aguilar
- Jaime Bofill y Ferro (1965). Cartas morales a Lucilio. Dos tomos. Barcelona: Iberia
- Vicente López Soto (1982). Cartas a Lucilio. Barcelona: Juventud
- Ismael Roca Meliá (1986). Epístolas morales a Lucilio. Dos volúmenes. Madrid: Gredos
- Jerónimo Sahagún (2003). Cartas a Lucilo. Palma de Mañorca: Olañeta
- Francisco Socas (2018). Cartas a Lucilio. Madrid: Cátedra